# Singapore Flyer
De Singapore Flyer was van 2008 tot 2014 het grootste reuzenrad ter wereld en staat in Singapore. Het is 165 meter hoog en heeft 28 cabines ter grootte van een stadsbus. Het werd geopend op 11 februari 2008. Men is begonnen met de bouw in 2005. Het moest de titel van grootste rad in 2014 overdragen aan de High Roller in Las Vegas (Nevada).
Bij een vol reuzenrad zitten er 980 mensen in, die vrij kunnen rondlopen.
Een ritje in het reuzenrad duurt ongeveer 30 minuten en biedt bij helder weer zelfs zicht tot aan de kusten van Indonesië en Maleisië.

## Media
Het reuzenrad was vanwege de grootte het hoofdonderwerp van een aflevering van National Geographic's Big, Bigger, Biggest.